# 1956 na televisão
Nesta página encontram-se os fatos, estreias e términos sobre televisão que aconteceram durante o ano de 1956.

## Programas

### Julho
- 21 de julho — Estreia Almoço com as Estrelas na Rede Tupi.

### Outubro
- 9 de outubro — Estreia Pollyana na Rede Tupi.

### Dezembro
- 19 de dezembro — Estreia O Jovem Dr. Ricardo na Rede Tupi.

## Nascimentos
| Data            | Nome                | Profissão                                                                 | Nacionalidade  | Observações | Ref |
| --------------- | ------------------- | ------------------------------------------------------------------------- | -------------- | ----------- | --- |
| 7 de janeiro    | David Caruso        | ator                                                                      | Estados Unidos |             |     |
| 17 de janeiro   | Taumaturgo Ferreira | ator                                                                      | Brasil         |             |     |
| 20 de janeiro   | Bill Maher          | comediante                                                                | Estados Unidos |             |     |
| 21 de janeiro   | Geena Davis         | atriz                                                                     | Estados Unidos |             |     |
| 27 de janeiro   | Mimi Rogers         | atriz                                                                     | Estados Unidos |             |     |
| 5 de fevereiro  | Carlos Freixo       | ator e dobrador                                                           | Portugal       |             |     |
| 15 de fevereiro | Ratinho             | apresentador de televisão, empresário, humorista, radialista e político   | Brasil         |             |     |
| 19 de abril     | Carlinhos Aguiar    | humorista, ator e apresentador                                            | Brasil         |             |     |
| 11 de maio      | Carlos Tramontina   | jornalista                                                                | Brasil         |             |     |
| 17 de maio      | Bob Saget           | ator                                                                      | Estados Unidos | m. 2022     |     |
| 8 de junho      | Brian Benben        | ator                                                                      | Estados Unidos |             |     |
| 14 de junho     | Mister M            | ator e ilusionista                                                        | Estados Unidos |             |     |
| 5 de julho      | Monique Evans       | modelo, atriz e apresentadora                                             | Brasil         |             |     |
| 9 de julho      | Tom Hanks           | ator, diretor e produtor                                                  | Estados Unidos |             |     |
| 12 de julho     | Mel Harris          | atriz                                                                     | Estados Unidos |             |     |
| 3 de agosto     | Ana Sousa Dias      | jornalista                                                                | Portugal       |             |     |
| 28 de agosto    | Luis Guzmán         | ator                                                                      | Porto Rico     |             |     |
| 31 de agosto    | Masashi Tashiro     | comediante de televisão                                                   | Japão          |             |     |
| 20 de setembro  | Edith Siqueira      | atriz                                                                     | Brasil         | m. 1996     |     |
| 29 de setembro  | Marcos Frota        | ator                                                                      | Brasil         |             |     |
| 10 de outubro   | Miguel Falabella    | ator, dramaturgo, diretor, cineasta, escritor e apresentador de televisão | Brasil         |             |     |
| 13 de outubro   | Chris Carter        | roteirista e produtor                                                     | Estados Unidos |             |     |
| 23 de novembro  | André de Biase      | ator                                                                      | Brasil         |             |     |
| 23 de novembro  | Thales Pan Chacon   | ator, bailarino e coreógrafo                                              | Brasil         | m. 1997     |     |
| 5 de dezembro   | Leila Cordeiro      | jornalista                                                                | Brasil         |             |     |
| 27 de dezembro  | Paula Mora          | atriz                                                                     | Portugal       |             |     |